# Giorgio Andreoli

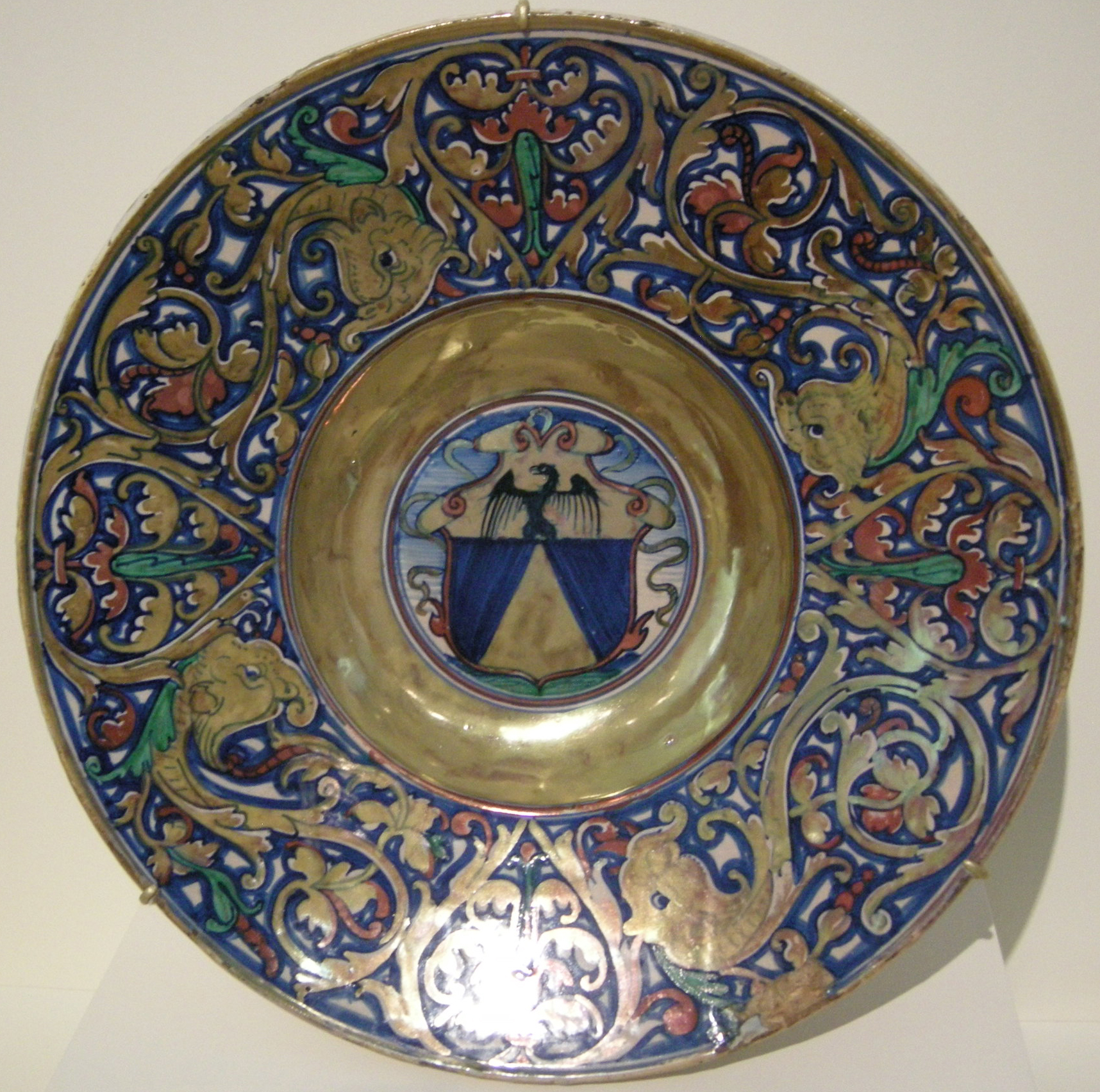
Plat de majòlica datat el 1524.

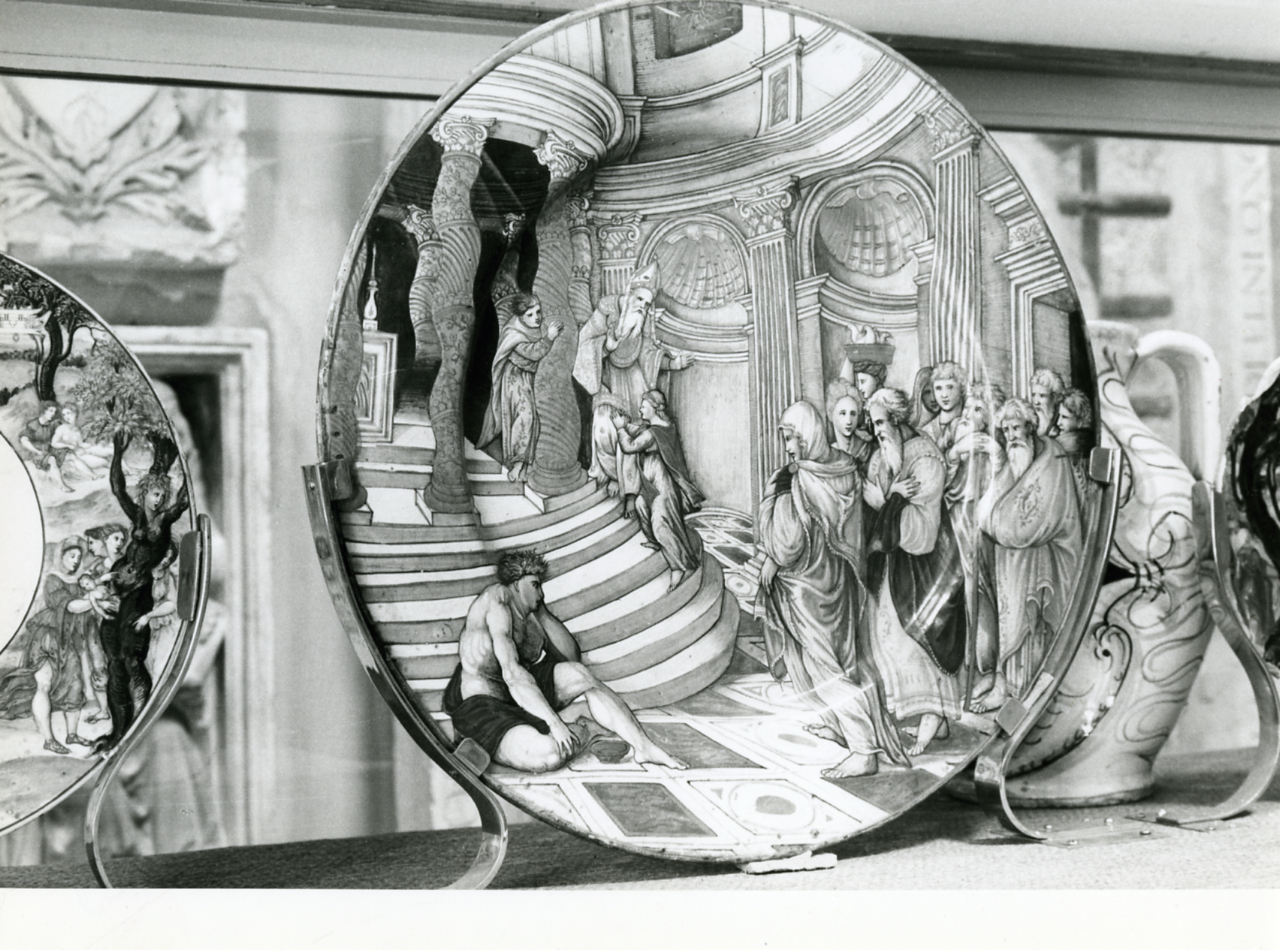
Plat: Presentazione della Vergine al tempio, in una foto de Paolo Monti del 1971. Fondo Paolo Monti, BEIC

Giorgio Andreoli, conegut també com a Mestre Giorgio Andreoli o Mestre Giorgio, (Intra fracció de Verbania, entre 1465 i 1470 - Gubbio, 1555) va ser un terrissaire italià, conegut com a estudiós i perfeccionador de la tècnica del llustre als objectes ceràmics. S'havia traslladat a Gubbio el 1490 amb els seus germans Giovanni i Salimbene, tots dos també terrissaires. Va instaurar una nova tècnica decorativa que s'ha vinculat al seu nom, amb la qual s'obtenia una ceràmica ja cuita, mitjançant l'aplicació, d'una pel·lícula de substàncies metàl·liques que, després d'una segona cocció, mostrava els efectes iridescents.
Aquesta tècnica no era del tot desconeguda, de fet, va ser utilitzada pels perses des del segle viii i posteriorment es va aplicar a la pisa daurada o reflex hispano-àrab, però el mèrit d'Andreoli va ser el poder perfeccionar-la.
L'èxit del seu treball va ser tan gran que d'altres localitats conegudes per la seva ceràmica, com Faenza, Urbino i Pesaro, li van enviar peces d'alta qualitat perquè fossin decorades per Andreoli, qui per un temps, va ser ajudat en la seva activitat pels seus fills Vicenzo i Ubaldo.
El 1498 se li va concedir la ciutadania i també l'exempció d'un impost especial per un període d'uns vint anys, això representava un senyal que la seva obra va ser particularment popular en aquells anys. Més tard, el papa Lleó X,[va prolongar l'exempció per temps indefinit.